# Andriej Romanow
Andriej Romanow (ros. Андрей Романов; ur. 10 lipca 1979 roku w Moskwie) – rosyjski kierowca wyścigowy.

## Kariera
Romanow rozpoczął karierę w wyścigach samochodowych w 2006 roku od startów w Russian Touring Car Championship, dywizji II ADAC Procar oraz w klasie Super Production European Touring Car Cup. Z dorobkiem odpowiednio dziewiętnastu, pięciu i czterech punktów uplasował się na odpowiednio na siedemnastej, dziewiątej i szóstej pozycji w klasyfikacji generalnej. W późniejszych latach Rosjanin startował także w Asian Touring Championship, World Touring Car Championship, FIA GT3 European Championship, ADAC GT Masters oraz Malaysia Merdeka Endurance Race - Overall.
W World Touring Car Championship Rosjanin startował w latach 2007-2008 i 2010 z niemiecką ekipą Engstler Motorsport. Jednak nigdy nie zdobywał punktów. Podczas drugiego wyścigu w Makau w sezonie 2008 uplasował się na dziewiątym miejscu, co było jego najlepszym wynikiem w mistrzostwach.